# Судья (фильм, 2014)
«Судья» (англ. The Judge) — юридическая драма  режиссёра Дэвида Добкина. В главных ролях — Роберт Дауни-мл. и Роберт Дюваль. Премьера состоялась на кинофестивале в Торонто 4 сентября 2014 года. Картина была неоднозначно принята мировой кинопрессой, но была отмечена рядом наград — в основном, за актёрскую работу Дюваля.

## Сюжет
Успешный адвокат Хэнк Палмер (Роберт Дауни-мл.), средний сын местного судьи, приезжает в маленький провинциальный городок на похороны своей матери. В родном городе ему не очень рады, а отношения с отцом и старшим братом уже давно далеки от сердечных. Когда-то Хэнк вопреки мнению семьи покинул «малую родину», чтобы добиться успеха в большом городе, и много лет не поддерживал с недовольными этим родными никаких отношений.
После похорон раздражённый Хэнк нарочно делает так, чтобы его старший брат Глен (Винсент Д’Онофрио), заезжая задним ходом в гараж, задел машиной край ворот. Войдя в гараж, братья видят, что на старом автомобиле отца разбита фара и видны следы крови. У дороги полиция обнаруживает труп Марка Блеквела — человека, который когда-то был приговорён Палмером-старшим к 20 годам заключения и лишь недавно вышел из тюрьмы.
Полиция задерживает судью Палмера (Роберт Дюваль) по подозрению в убийстве. Сам же судья не помнит, что произошло.
Хэнк предлагает отцу защищать его в суде, но судья Палмер из-за сложных отношений с сыном отказывается и обращается к неопытному юристу Си. Пи. Кеннеди. Сторону же обвинения представляет опытнейший прокурор Дуайт Дикхэм (Билли Боб Торнтон), даже не пытающийся скрывать, что у него есть «зуб» на Хэнка по нескольким старым делам, которые тот с блеском выиграл.
Из-за неопытности Си. Пи. Кеннеди сторона обвинения одерживает победу на предварительном слушании, и дело передаётся в суд.
Хэнк собирается уезжать, но Глену удаётся уговорить его задержаться. Более того, Хэнк случайно встречает в городе свою старую любовь и, не зная этого, знакомится и сближается с её дочерью. Правда, выяснив возраст девушки, Хэнк начинает подозревать, что может оказаться её отцом (позже становится известно, что на самом деле отцом был его старший брат Глен).
Некоторое время спустя Хэнк выясняет, что его отец болен раком. Из-за химиотерапии старый судья страдает провалами памяти, но тщательно скрывает свои проблемы. Если об этом станет известно, то все вынесенные за время его лечения приговоры могут быть оспорены — адвокаты осуждённых смогут потребовать признать судью Палмера недееспособным и на этом основании получат возможность обжаловать все принятые им за последние годы судебные решения.
Хэнку все же удаётся наладить отношения с отцом, и тот соглашается, чтобы Хэнк защищал его в суде. Си. Пи. становится помощником Хэнка.
В судебном заседании Хэнк, действительно блестящий адвокат, словно давая мастер-класс и неопытному Си. Пи., и опытнейшему Дуайту Дикхэму, разносит в пыль все улики, представленные полицией. Так, он полностью дискредитирует все показания матери погибшего. Миссис Блеквел утверждает, что для неё было большой радостью, когда её сын вышел из тюрьмы, поскольку она очень скучала и сын был её единственной отрадой, но Хэнк с помощь тюремного журнала посещений демонстрирует суду, что мать за 20 лет посетила сына всего лишь дважды. И, поскольку эти её утверждения — явная ложь, следовательно, любым другим её голословным утверждениям, не имеющим независимого подтверждения, также нельзя верить безоговорочно. Когда полиция предъявляет суду фотографию, на которой ясно видно, что на месте гибели Марка Блеквела не было следов тормозного пути от шин сбившего его автомобиля, обосновывая этим умышленный характер убийства, Хэнк, использовав тот же снимок, показывает, что и это не может являться безусловным доказательством вины.
В перерыве между заседаниями прокурор Дикхэм приглашает Хэнка пообщаться лицом к лицу и демонстрирует серьёзную улику — видеозапись с камеры видеонаблюдения в магазине при автозаправочной станции, на которой видно, как Марк Блеквел, выйдя из магазина, едет на велосипеде в одну сторону, а машина судьи Палмера выезжает с заправки в другую сторону, но чуть позже проезжает мимо камеры в противоположном направлении, следом за Блеквелом. Дикхэм предлагает сделку: если защита признаёт вину подсудимого, судья Палмер получит десять лет, из которых отсидит только семь. Хэнк же утверждает, что его отец не убийца и он будет защищать его до победного конца.
В судебном заседании прокурор, допрашивая судью Палмера, расспрашивает его про ночь убийства, но судья ничего не помнит. Хэнк уже уверен в победе, но Палмер-старший, человек абсолютно честный и ничего не пытающийся скрыть от суда, внезапно вспоминает, что могло стать его мотивом: он встретил убитого в продуктовом магазинчике при той самой злополучной заправке, и пьяный Блеквел умудрился одной циничной фразой грязно оскорбить и только что похороненную жену старого судьи, и память девушки, за убийство которой Блеквел когда-то был осуждён. Завершая рассказ, судья Палмер произносит слова, оказавшиеся для него роковыми: «Я не помню лишь, как сбил этого ублюдка».
Хэнк, верный своему долгу защитника, идёт на отчаянный шаг и вопреки запрету отца раскрывает в суде факт его болезни в надежде, что жюри присяжных отнесётся к подсудимому со снисхождением. В результате присяжные выносят вердикт: по обвинению в убийстве первой степени — не виновен, по обвинению в непредумышленном убийстве — виновен. Суд приговаривает Палмера к четырём годам заключения, но всего через 7 месяцев из соображений гуманности его по ходатайству прокурора Дикхема выпускают из тюрьмы досрочно.
Вскоре старый судья умирает — на рыбалке с сыном, прямо в лодке, с удочкой в руках, спокойно и тихо. Хэнк, надолго задержавшийся в городе и проведший с отцом весь его последний день, обнаруживает, что за это время его собственные ценности и отношение к жизни заметно изменились. В последней сцене фильма Палмер-младший в выходной день проходит мимо здания суда. Зайдя внутрь (двери в городе не запирают), он бродит по памятному ему залу и в конце концов, поднявшись на возвышение, задумчиво закручивает кожаное председательское кресло за пустующим столом судьи. Кресло останавливается, развернувшись к нему — словно приглашая Хэнка занять место отца.

## В ролях
| Актёр             | Роль                                               |
| ----------------- | -------------------------------------------------- |
| Роберт Дауни-мл.  | Хэнк Палмер, адвокат                               |
| Роберт Дюваль     | Джозеф Палмер, отец Хэнка, местный судья           |
| Винсент Д’Онофрио | Глен Палмер, старший брат Хэнка                    |
| Джереми Стронг    | Дейл Палмер, младший брат Хэнка                    |
| Билли Боб Торнтон | Дуайт Дикхэм, обвинитель на процессе судьи Палмера |
| Дэкс Шепард       | Си. Пи. Кеннеди, начинающий адвокат                |
| Лейтон Мистер     | Карла Пауэлл                                       |
| Дэвид Крамхолц    | Майк Каттан                                        |
| Вера Фармига      | Саманта Пауэлл                                     |
| Сара Ланкастер    | Лиза Палмер, жена Хэнка                            |
| Бальтазар Гетти   | Хэнсон, помощник шерифа                            |
| Грейс Забриски    | миссис Блэквел, мать убитого                       |
| Денис О’Хэр       | доктор Моррис                                      |

## Создание
Сценарий фильма первоначально был написан Ником Шенком. В марте 2011 года был нанят Дэвид Сайдлер, чтобы переписать сценарий , но в апреле 2012 его сменил Билл Дюбюк.
В марте 2013 было объявлено, что роли в фильме получили Роберт Дюваль, Винсент Д’Онофрио, Вера Фармига и Дэкс Шепард. 15 марта 2013 стало известно, что Билли Боб Торнтон ведёт переговоры об участии в фильме. В апреле 2013 Лейтон Мистер присоединилась к актёрскому составу.
На роль Джозефа Палмера рассматривались Джек Николсон и Томми Ли Джонс. В итоге был утверждён Роберт Дюваль. На главную женскую роль претендовала Элизабет Бэнкс.
Съёмки начались 31 мая 2013 в Шелберн-Фолс (Массачусетс). Также съёмки проходили в Атлборо, Дедеме и Сандерленде (Массачусетс). Некоторые сцены фильма снимались в Вустере (Массачусетс) и Бостоне.

## Музыка
27 февраля 2014 года Томас Ньюман был нанят, чтобы написать музыку для фильма. Студия WaterTower Music выпустила саундтрек 7 октября 2014 года. В финальных сценах фильма представлена версия Вилли Нельсона
  «The Scientist» и песня Bon Iver «Holocene», которая также широко использовалась в фильме.
| №   | Название                | Длительность |
| --- | ----------------------- | ------------ |
| 1.  | «Phantom Witness»       | 1:50         |
| 2.  | «Mercury Glass»         | 1:53         |
| 3.  | «Bag of Tricks»         | 1:03         |
| 4.  | «St. Francis»           | 1:32         |
| 5.  | «Indiana»               | 2:14         |
| 6.  | «Samantha»              | 1:12         |
| 7.  | «Wooden Nickel»         | 1:51         |
| 8.  | «The Judge»             | 1:17         |
| 9.  | «Reward for Dog»        | 1:04         |
| 10. | «Blood Evidence»        | 0:38         |
| 11. | «Shelby Rd.»            | 1:54         |
| 12. | «Never On Pavement»     | 1:07         |
| 13. | «Light a Match»         | 2:46         |
| 14. | «Hope Stevens»          | 1:40         |
| 15. | «Diamond Collapsible»   | 1:31         |
| 16. | «Carla’s Father»        | 1:08         |
| 17. | «Ten Speed»             | 0:58         |
| 18. | «Old Room»              | 0:52         |
| 19. | «Night Fit(Velvet Box)» | 1:32         |
| 20. | «Twenty Degree Bend»    | 2:38         |
| 21. | «Watch and Learn»       | 1:55         |
| 22. | «Tire and Rim»          | 0:41         |
| 23. | «Aye of Knute»          | 1:51         |
| 24. | «Missing Time»          | 5:05         |
| 25. | «Trophies»              | 1:08         |
| 26. | «I Choose You»          | 2:00         |
| 27. | «Wabash River Float»    | 4:20         |

## Прокат
В Австралии и Аргентине фильм вышел в широкий прокат 9 октября 2014 года, в Парагвае и США — 10 октября 2014 года, в России — 16 октября 2014, в Великобритании и Турции — 17 октября 2014 года.

## Награды
- 2014 — приз Голливудского кинофестиваля за лучшую мужскую роль второго плана (Роберт Дюваль).
- 2014 — две номинации на премию «Спутник» — за лучшую мужскую роль второго плана (Роберт Дюваль) и лучшую оригинальную музыку (Томас Ньюман).
- 2015 — номинация на премию Гильдии киноактёров США за лучшую мужскую роль второго плана (Роберт Дюваль).
- 2015 — номинация на премию «Золотой глобус» за лучшую мужскую роль второго плана (Роберт Дюваль).
- 2015 — номинация на премию «Выбор критиков» за лучшую мужскую роль второго плана (Роберт Дюваль).
- 2015 — номинация на премию «Оскар» за лучшую мужскую роль второго плана (Роберт Дюваль).